# Mir (communauté)
Pour les articles homonymes, voir Mir.

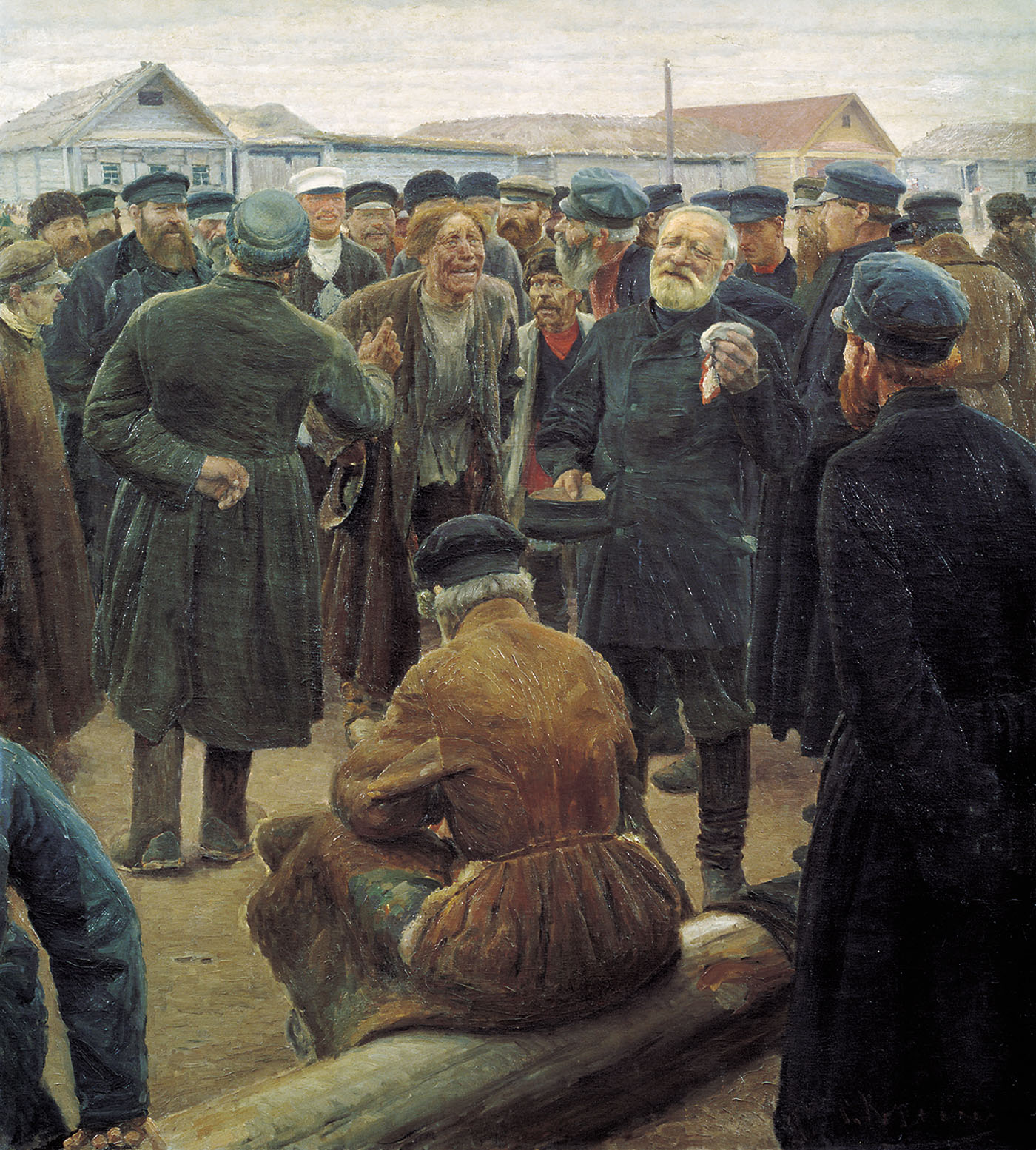
Au mir (communauté villageoise). Toile de Sergueï Korovine, 1893 - Musée national des arts de la République du Bélarus

Dans l'Empire russe, un mir (russe : мир) est une communauté paysanne locale autonome. Dans ces communautés villageoises, chacun devait travailler de concert pour assurer la survie mutuelle par le partage du travail et de la nourriture.

## Étymologie
Le nom de Mir vient du proto-slave *mirъ lui-même issu de l’indo-européen commun *mei-(« bon »).

## Historique
Les communautés paysannes — « créées par la réforme du comte Kiselev entre 1837 et 1841 pour les paysans d'État et, à la suite de l'abolition du servage en 1861, pour toute la paysannerie » — disparaissent avec les réformes agraires de Piotr Stolypine entre 1906 et 1911.

## Fonctionnement
Dans la Russie impériale, la grande majorité des paysans tenaient leurs terres en propriété collective via un mir qui agissait comme une coopérative. Les terres arables étaient divisées en parcelles basées sur la qualité du sol et la distance du village. Chaque ménage avait le droit de réclamer une ou plusieurs parcelles en fonction du nombre d'adultes dans le ménage, ces parcelles étant périodiquement réparties par le conseil du mir, composé des chefs de familles, sur la base d'un recensement pour assurer une répartition équitable des terres. Le mir gérait aussi les impôts de manière collective. Le mir pouvait contenir des serfs qui travaillaient et vivaient à côté des autres paysans, sans grande différenciation en dehors de leur liens moraux et financiers avec leurs propriétaires.